# 留别湾
留别湾（日语：／）或古比雪夫湾（俄语：Куйбышевский Залив）是择捉岛西北海岸的海湾，深达35至47米。留别川注入该湾。隔地峡和年萌湖与单冠湾相对。留别村在岸边。

## 引用
1. ↑  . ИноСМИ.   [2022-04-20].